# Ammoconia wagneri
Ammoconia wagneri är en fjärilsart som beskrevs av Charles Boursin 1935. Ammoconia wagneri ingår i släktet Ammoconia och familjen nattflyn. Inga underarter finns listade i Catalogue of Life.